# Dhimitër Shuteriqi
Dhimitër Shuteriqi (ur. 1915 w Elbasanie, zm. 22 lipca 2003 w Tiranie) – albański prozaik, poeta i historyk literatury.

## Życiorys
Był synem działacza narodowego Simona Shuteriqiego. Ukończył szkołę średnią w Korczy. Studiował na uniwersytecie w Grenoble. Był członkiem Albańskiej Akademii Nauk. W okresie rządów Envera Hodży pięciokrotnie wybierany deputowanym do parlamentu, w którym kierował komisją polityki społecznej. Pełnił funkcję przewodniczącego Ligi Pisarzy i Artystów Albanii. 12 sierpnia 1990 roku uczestniczył w spotkaniu władz państwowych z intelektualistami, zorganizowanym przez Ramiza Alię na temat możliwych zmian ustrojowych w Albanii.
Pierwsze utwory publikował w latach trzydziestych XX w. W 1939 jego utwory poetyckie znalazły się w wydanej nakładem Wydawnictwa Gutenberg antologii poezji albańskiej. W swoim dorobku miał powieści, opowiadania i tomiki poezji. W okresie 1956–1974 przewodniczył Związkowi Pisarzy i Artystów Albańskich.
W życiu prywatnym był żonaty z Mynever; miał z nią dwie córki i syna. Jego imię noszą ulice w Elbasanie, Pogradecu, a także w południowo-zachodniej części Tirany.

## Dzieła
- Kangët e rinisë së parë (Pierwsze pieśni młodzieńcze, 1935)
- Kangë (Pieśń, 1936)
- Çlirimtarët (Wyzwoliciele, powieść 1952)
- Folklori shqiptar letërsia e vjetër shqipe (wspólnie z Koço Bihiku, 1959)
- Fyelli i Marisiasit (1963)
- Tregime të zgjedhura (Opowiadania wybrane, 1972)
- Një mal me këngë (Góra z pieśnią, 1975)
- Shkrimet shqipe në vitet 1332-1850 (Druki albańskie w latach 1332–1850, wyd. 1976)
- Gjashtëdhjetë tregime në një (Sześćdziesiąt opowiadań w jednym tomie, 1979)
- Mbi Barletin dhe shkrime të tjera (O Barletim i inne teksty, 1979)
- Kur rendte hëna nëpër re (1982)
- Historia e letërsisë shqiptare (Historia literatury albańskiej, 1983)
- Vërshimet e vjeshtës (Jesienne powodzie, 1984)
- Kroje, kam et : vjersha : 1935-95 (1997)
- Syte e Simonidës (Oczy Simonidesa, 1998)
- Buka dhe thika : tregime të zgjedhura (Chleb i nóż: opowiadania zebrane, 2002)
- Dëshmi parabuzukiane të fjalës shqipe (2010)